# Tierra Blanca-i csata
Az 1913. november 24–25. között zajlott Tierra Blanca-i csata a mexikói forradalom egyik jelentős csatája volt, ahol a Pancho Villa vezette forradalmárok vereséget mértek José Inés Salazar huertista erőire.

## Előzmények
Az 1910-ben kezdődött forradalom első szakasza a forradalmárok győzelmével zárult: 1911-ben lemondott Porfirio Díaz elnök, helyére később Francisco Ignacio Madero, a forradalom kirobbantója került. 1913 elején azonban a régi rendszer hívei Victoriano Huerta árulása segítségével meggyilkolták Maderót, az új elnök Huerta lett. Ellene országos összefogás alakult ki a korábbi forradalmárok köreiben, Chihuahua államban az antihuertista mozgalom valódi parancsnoka Pancho Villa volt, bár Venustiano Carranza coahuilai kormányzó volt az, aki saját magát az egész felkelés fővezérévé nevezte ki.
Villa tavasszal mindössze 8 társával érkezett vissza Mexikóba az Amerikai Egyesült Államokból, ám ahogy teltek a hónapok, egyre többen csatlakoztak hozzá, és egyre több fegyvert is szereztek. Több csata megvívása után hiába ostromolták Chihuahua városát, az ott berendezkedett Salvador Mercado és Pascual Orozco visszaverte őket. A forradalmárok így Ciudad Juárez felé indultak, amit 1913. november 15-én el is foglaltak, Chihuahuából azonban José Inés Salazar vezetésével egy 5250–5500 fős sereg indult észak felé, hogy összecsapjon velük.
Amikor megtudták a hírt, a Ciudad Juárezzel szomszédos, de már az USA-beli Texasban található El Pasóban többen is nyugtalankodni kezdtek, emlékezve, hogy az 1911-es Ciudad Juárez-i csata során több lövedék ott csapódott be. Villa az Associated Press segítségével nyugtatta meg őket, hogy most nem szándékozik a városban csatázni, majd 21-én az El Paso Heraldban azt is közölte, hogy a civil lakosságot sem akarja evakuálni a városból.
Mind a huertisták soraiban, mind a forradalmárok között előfordultak belső ellentétek, de míg Villa ki tudta békíteni az egymással szembe került Maclovio Herrerát és Juan N. Medinát, addig a szövetségiek nem tudtak megbirkózni azzal, hogy a hozzájuk csatlakozott irreguláris vörös zászlóaljakban sokan nem akartak harcolni. Ráadásul a villisták azzal is lelkesítették magukat, hogy 20-án szónoklatokkal és táncmulatsággal egybekötve megünnepelték a forradalom kitörésének harmadik évfordulóját.
Miközben a szövetségiek észak felé haladtak, Villa délre küldte Rodolfo Fierrót, aki felgyújtott tíz vasúti kocsit és elindította őket a huertisták irányába (kis híján el is érték őket), valamint egy daru segítségével Candelaria előtt felszedte a síneket. 21-én éjjel vagy 22-én hajnalban a forradalmárok vezetői gyűlést tartottak, ahol beszámoltak egymásnak a helyzetről: a lőszerhiány súlyos volt, így hiába csatlakozott volna hozzájuk kétezer önkéntes, nem tudták őket felfegyverezni. Egy esetleges vereség esetére megbeszéltek egy találkozási pontot a környező hegyekben. Villa azzal bízta meg Juan N. Medinát, hogy 50 (az El Paso Times szerint 1500) emberével maradjon a városban, gondoskodjon ellátmányok és lőszerek beszerzéséről (ezeket az USA-ból tudták csempészni), és minden eszközzel igyekezzen elkerülni egy nemzetközi konfliktus kialakulását.

## A csata
22-én hajnalban a forradalmárok seregei, összesen mintegy 6200-an, összegyűltek, és délelőtt 10-kor vonataik elindultak dél felé. José Rodríguez vezette a Morelos nevű brigádot, Rosalío Hernández a Leales de Camargo nevűt, Toribio Ortega a Villáról elnevezettet, Porfirio Ornelas a González Ortega brigádot, Maclovio Herrera a Juárez brigádot, Eugenio Aguirre Benavides a Zaragoza nevűt, végül Martiniano Servín a tüzérséget.
Eközben a huertisták vezére, Mercado, két részre osztotta seregét. Előreküldte José Inés Salazart a vörösökkel, utána pedig egy José Luis Mancilla vezette gyalogsági oszlop következett. Összes létszámuk 5250–5500 fő volt, tíz géppuskával és nyolc (az El Paso Times szerint 40) ágyúval rendelkeztek. Hamarosan elérték Tierra Blanca vasútállomását, amelynek környéke egy sík, nyílt, félsivatagos terület, alacsony növényekkel és fehéres, salétromos talajjal (innen kapta nevét is: a „tierra blanca” jelentése „fehér föld”). Az északról érkező forradalmárok abból a szempontból kedvezőbb helyzetben voltak, hogy ott szilárdabb volt a talaj, míg a szövetségi erők sokszor belesüppedtek a homokba.
A front hosszan húzódott: mintegy 18 km hosszan a vasút mentén. Ettől jobbra, egy köves talajú részen helyezkedtek el Herrera és Aguirre Benavides brigádjai, a bal oldalon Rodríguez és Hernández emberei, középen Servín az ágyúkkal, valamint Ortega és Ornelas csapatai. Tervük az volt, hogy elvágják az utat az első ellenséges vonat előtt és az utolsó után. 22-én éjjel, amikor már elfoglalták a pozíciókat, Villa hangzatos szónoklatban buzdította embereit, majd visszatért Ciudad Juárezbe, és onnan egy vonaton újabb 57 000 lőszert hozott.
Éjjel a villista tüzérség homokdűnék rejtekében haladva kevesebb mint 2 km-re megközelítette a huertisták ágyúit, de az eleinte tervezett éjszakai támadást mégis lefújták, mert lódobogásra lettek figyelmesek, és azt hitték, őket akarják lerohanni. Végül Villa csak szórványos lövöldözést rendelt el, hogy sok lőszer ne menjen kárba, az ellenség viszont „ne tudjon aludni”.
23-án még mindig nem kezdődött el az összecsapás, a szövetségiek vonatai lassan haladtak északra, éjjelre már csak 4 km volt a távolság a szembenálló felek között. 24-én hajnali 5 óra előtt Salazar lovasai támadást indítottak a villisták jobb szárnya ellen, majd rövidesen a harc kiterjedt. A szövetségiek eközben nagy üggyel-bajjal tudták csak lepakolni ágyúikat a vonatjaikról, mert azok megakadtak a homokban. Villa középen rendelt el előrenyomulást.
A huertisták igyekeztek lovasságukkal oldalról bekeríteni a felkelőket, majd középen rájuk törni. A villisták bal oldalát Landa lovasai igyekeztek bekeríteni, és sikerült is visszaszorítaniuk Rodríguez és Hernández embereit, de a bauchei víztározókat egy ellentámadás miatt nem sikerült elérniük. A jobb szárnyat géppuskákkal lőtték, így őket középről kellett megerősíteni. Eközben a villisták leadtak két ágyúlövést, ami ugyan nem okozott károkat a huertistáknak, de megállásra kényszerítette őket, mert csak ekkor döbbentek rá, hogy a forradalmároknak egyáltalán vannak ágyúik. A megállás mellett azonban vissza is lőttek, ez pedig számos veszteségbe került Villáéknak, akik így kénytelenek voltak visszább vonulni. Amikor két oldalról bekerítették őket, a forradalmárok újra középen támadtak, majd visszavonulást szimuláltak, hogy előcsalogassák a dűnék mögül az ellenséget, de ők nem jöttek elő, csak lőttek tovább. Ezután középen újra összecsaptak a vörösök és a villisták, ezúttal utóbbiak kerültek ki győztesen, Hernández pedig ezalatt sikeresen támadt rá a bal szárnyon a szövetségi lovasokra.
24-én éjjelre a forradalmárok táborában fenyegetővé vált a lőszer-, a víz- és az élelemhiány, és az is nehézségeket okozott, hogy sokan napok óta nem aludtak. Villa a Ciudad Juárezben maradt Medinától kért segítséget, és kapott is: Medina amellett, hogy ellátmányokat juttatott el a harcolókhoz, utánuk küldte az utolsó, 280 fős tartalék lovasságot Manuel Ochoa vezetésével. Eközben Fierrónak és néhány emberének sikerült felrobbantani a síneket a csata helyszínétől délre, az ellenség háta mögött, ám ők a síneket hamar kijavították.
25-én reggel Villa Hernández brigádjának védelmére lovasokat rendelt, a gyalogságot pedig visszavonta. Ugyanitt Flores Alatorre vörösei rátámadtak Rodríguez embereire. Reggel fél tízes jelentésében Salazar már azt írhatta Mercadónak, hogy a villisták hátrálnak, nekik pedig sikerült 6 km-t előrehaladniuk Juárez irányába.
Pancho Villa ekkor elrendelte, hogy mindenki üljön lóra. Ezt sokáig tartott megszervezni, de amikor délután 2-kor (más forrás szerint 3:30-kor) elhangzott a jel, a két egymás utáni ágyúlövés, több ezer lovas forradalmár csatakiáltások közepette rohanta le a már-már győzelemre álló szövetségieket, akik menekülni kezdtek. Vonatjaikat elindították dél felé, de Rodolfo Fierro, Manuel Banda és körülbelül 10 emberük üldözőbe vette az egyik szerelvényt. Fierro felkapaszkodott a hátsó vagonra, és a kocsik tetején végigfutva elérte a mozdonyt, amit levészfékezett, elzárva az utat így a többi vonat elől. Két szerelvénynek azonban még ez előtt sikerült eltávolodnia, ám ezek később összeütköztek egy délről északra haladó, erősítést hozó vonattal.
A csata során a szövetségiek közül összesen mintegy ezren vesztették életüket és 600-an sebesültek meg, míg a forradalmárok közül 300-an haltak meg, 200 sérült mellett. A győztesek 7 ágyút, több mint 1500 puskát, öt vonatot, 350 lovat, 7 géppuskát és 400 000 lőszert zsákmányoltak. A 700 fogoly közül kettő kivételével agyonlőtték a vörösöket és a tiszteket: a kettőnek Villa azért kegyelmezett meg, mert egyikük apja az ő seregében harcolt, a másik pedig azt állította, őt erőszakkal sorozták be.

## A csata utáni napok
A forradalmárok 26-án érkeztek meg 8 vonaton Ciudad Juárezbe, ahol 11-kor kíváncsiskodó tömegek előtt felvonultatták a zsákmányolt ágyúkat. Stalorof asszony, egy ruhaüzlet tulajdonosa egy ezüstkardot ajándékozott Villának a következő felirattal: Al vencedor de Tierra Blanca („A Tierra Blanca-i győztesnek”), az El Pasó-i Herald című lap pedig ¡Viva Villa! („Éljen Villa!”) címmel jelentette meg főoldali cikkét. Másnap megnyitották a helyi lóversenypályát, ahova rekordszámú, 5000 néző zsúfolódott be.
Hogy az északi hadosztály pénzhez jusson, Villa máshol a helyi nagybirtokosoktól szokott „kölcsönöket” kikényszeríteni, de Ciudad Juárezben nem nagyon voltak ilyenek. Ezért úgy döntött, megadóztatja a városban a szerencsejátékokat, a lóversenyeket, az ökölvívó-mérkőzéseket, a kakasviadalokat és a bordélyházakat. Ebben nagy segítségére volt Hipólito nevű öccse.
November végén a szövetségi erők elhagyták Chihuahuát, és a határszéli Ojinagába vonultak. A forradalmárok így harc nélkül tudták elfoglalni az állam fővárosát.